# Аурель Патру
Аурель Патру (рум. Aurel Pătru, нар. 1962) — румунський майстер бойових мистецтв, шихан (8-й дан) у стилі карате шотокан, президент Всесвітньої федерації карате SKDUN (Shotokan Karate-Do of United Nations), віцепрезидент Румунської федерації бойових мистецтв, головний тренер національної збірної Румунії з карате шотокан SKDUN та засновник клубу AIKO București.

## Біографія
Почав займатися бойовими мистецтвами у 1978 році. У 1991 році заснував спортивний клуб AIKO București, де тренуються понад 500 спортсменів. Отримав звання «Заслужений тренер» у 2002 році. Під його керівництвом румунська збірна здобула понад 1000 медалей на міжнародних змаганнях.

## Освіта та професійна діяльність
Аурель Пэтру здобув освіту в Політехнічному інституті Бухареста (спеціальність — металургія) та в Національній школі тренерів. Він активно займається просвітницькою діяльністю, організовуючи програми з карате для школярів у Бухаресті, завдяки чому понад 3000 учнів були залучені до занять бойовими мистецтвами. SKDUN European Karate Federationskdun.org

## Досягнення
- 8-й дан у шотокан карате
- Віцечемпіон Румунії в командному ката (1992, 1993)
- Президент SKDUN
- Організатор численних міжнародних турнірів

## Визнання
- Заслужений тренер Румунії (2002)
- Державна нагорода «Спортивна заслуга» II ступеня
- Неодноразовий «Тренер року» в категорії неолімпійських видів спорту